# Hanesjön, Östergötland
Hanesjön är en sjö i Finspångs kommun i Östergötland och ingår i Motala ströms huvudavrinningsområde. Sjön har en area på 1,05 kvadratkilometer och ligger 69 meter över havet.

## Delavrinningsområde
Hanesjön ingår i det delavrinningsområde (652058-148813) som SMHI kallar för Utloppet av Hanesjön. Medelhöjden är 74 meter över havet och ytan är 4,85 kvadratkilometer. Räknas de 2 avrinningsområdena uppströms in blir den ackumulerade arean 18,11 kvadratkilometer. Vattendraget som avvattnar avrinningsområdet har biflödesordning 4, vilket innebär att vattnet flödar genom totalt 4 vattendrag innan det når havet efter 58 kilometer. Avrinningsområdet består mestadels av skog (52 procent). Avrinningsområdet har 1,04 kvadratkilometer vattenytor vilket ger det en sjöprocent på 21,4 procent. Bebyggelsen i området täcker en yta av 0,09 kvadratkilometer eller 2 procent av avrinningsområdet.